# 蘇南 (台灣)
蘇南（英語：Su Nan，1954年－），學者、教授。曾任雲林縣副縣長，崇右技術學院副校長。現為國立雲林科技大學營建工程系名譽教授（已退休），專長為混凝土材料、公路工程、工程法律及人工智慧。

## 學歷
- 國立交通大學土木工程學博士
- 中國政法大學法學博士
- 中正大學法律研究所博士[5]
- 蒙克頓大學研究
- 銘傳大學設計學碩士
- 國立台灣科技大學學士、碩士

## 經歷
- 國立雲林科技大學總務長
- 國立雲林科技大學營建工程系教授
- 國立雲林科技大學科技法律研究所兼任教授
- 國立雲林科技大學營建技術服務中心主任
- 雲林縣副縣長
- 崇右技術學院副校長及技術合作處處長
- 聖約翰科技大學總務長及環安中心主任

## 外部連結
- https://www.storm.mg/authors/126565 （页面存档备份，存于）

- http://www.arch.net.tw/modern//month/494/494-1.HTM （页面存档备份，存于） (施工階段採購機關與承攬營造廠的契約責任)